# The Haunted
The Haunted es una banda de heavy metal originada en el año de 1996, en Gotemburgo, Suecia. Siendo los miembros originales de la época: Patrik Jensen en la guitarra (Witchery, Orchriste, Seance, Satanic Slaughter), Jonas Björler en el bajo (At The Gates, Demolition, Infestation, Terror), Adrian Erlandsson en la batería, Anders Björler en la guitarra (At The Gates, Infestation, Terror), y Peter Dolving en la voz (Mary Beats Jane, Bring The War Home [conocida anteriormante como Peter Dolving Band]). Actualmente en la batería se encuentra Per Möller Jensen (Invocator, Konkhra). 
Todos los miembros (previos y actuales) son originarios de Gotemburgo, Suecia, con las excepciones de Per Möller Jensen (Dinamarca), Patrik Jensen (Linköping, Suecia), y Marco Aro (Finlandia).
Ambos hermanos Björler, junto con Erlandsson fueron miembros fundadores de la banda At The Gates; una fuerza pionera en la escena sueca del death metal melódico.

## Integrantes de la banda

### Miembros actuales
- Ola Englund – Guitarra(2014-presente)
- Jonas Björler – Bajo (1996-presente)
- Patrik Jensen – Guitarra (1996-presente)
- Adrian Erlandsson – Batería (1996-1999, 2013-presente)
- Marco Aro - Vocales (1999-2003, 2013-presente)

### Miembros antiguos
- Per Möller Jensen – Batería (1999-presente)
- Peter Dolving – Vocales (1996-1998, 2004-2013)
- John Zwetsloot – Guitarra (1996)
- Anders Björler – Guitarra (1996–2001, 2002–2012)

### Miembros en vivo
- Mike Wead – Guitarra (2001)
- Marcus Sunesson – Guitarra (2001-2002)

## Influencias musicales
Los sonidos del thrash metal de los años 80 les influenciaron mucho para conformar su estilo distintivo, tomando referencia con bandas como Metallica y Forbidden, y el thrash metal perteneciente a la escena en Los Ángeles, como Slayer; fusionando así con los estilos suecos locales del death metal melódico, tales como At The Gates, Dark Tranquillity, etcétera. Hay también presente una cierta influencia por parte del hardcore punk, pero con una voz más sensible. El estilo de la banda ha ido progresando conforme las épocas, por ejemplo, su álbum The Dead Eye (2006) contiene canciones pesadamente melódicas, y con un acercamiento más hacia a lo melancólico, a diferencia de rEVOLVEr (2004), el cual contiene un acercamiento más hacia lo oscuro que las canciones de susodicho álbum, introduciendo así el contenido como dogma y su propio cinismo. El álbum Versus (2008), juntamente con un EP de cuatro pistas titulado Collateral Damage, sigue con la misma tendencia, y no por ende significa que la banda haya perdido calidad en su música a través de los años.

## Discografía

### Álbumes de estudio
- The Haunted (1998)
- Made Me Do It (2000)
- One Kill Wonder (2003)
- Revolver (2004)
- The Dead Eye (2006)
- Versus (2008)
- Unseen (2011)
- Exit Wounds (2014)
- Strenght In Numbers (2017)

### Álbumes en vivo
- Live Rounds In Tokyo (2001)
- Road Kill (2010)

### Demos
- Demo '97 (1997)

### Compilaciones
- Warning Shots (2009)

### EP
- Tsunami Benefit (2005)

## Videografía

### DVD
- Caught on Tape (2002)
- Road kill (2010)

### Videos
- Bury Your Dead (Caught On Tape DVD) (2008)
- D.O.A. (2003)
- All Against All (2004) Dirigido por Roger Johansson
- No Compromise (2005) Dirigido por Roger Johansson
- The Flood (2006) Dirigido por Roger Johansson
- The Drowning (2007) Dirigido por Anders Björler